# Стоян Шивачев
Стоян Шивачев е български просветител и революционер, участник в борбата за богослужение и образование на български език, дейна фигура в подготовката на Старозагорското и Априлското въстание. След Освобождението има изключителен принос като един от строителите на младата българска държавност в Бургаския регион. Шивачев е познавач на Източна Тракия, изследовател на бита и традициите в тези земи, публицист, етнограф и писател. 

## Биография

### Образование
Роден е като Стоян Петков Терзиев в будното странджанско градче Малко Търново в семейството на Петко Терзиниколов от Перошиновци като трети негов син. За раждането му краеведите сочат годините от 1851 до 1854, с по-голяма вероятност 1853. Стоян Шивачев пръв от своите братя променя фамилното си име от Терзиев на Шивачев по патриотични подбуди. Някои от ранните му дописки до цариградските и други български вестници са подписани с фамилията Терзиев.
Началното си образование Стоян Шивачев завършва в родното Малко Търново при известния и високо образован пръв български учител Антон Петков Драгулев.Прогимназиалното си образование завършва в Лозенград, а класното – в Одрин, където става съпричастен на движението за българско просвещение и на борбите за независима българска църква. В Одрин младият Шивачев се запознава с дейността на полския орден на отците възкресенци, създали по това време Българска католическа гимназия. 
Стоян Шивачев получава добро образование по хуманитарните дисциплини и владее няколко езика: гръцки, турски, френски, руски, отчасти полски, справя се с текстове по старогръцки и латински. Предполага се, че ранните си познания по правни науки е добил в Цариград чрез известния Роберт колеж. Чете усилено юридическа литература и непрекъснато се образова. Добър пример за това е писмо на Стоян Шивачев от 16 април 1886 година до министъра на просвещението в Петербург, с което моли да бъде допуснат до приемен изпит в Петербургския  императорски университет. 

### Учителстване
След свършване на средното си образование Стоян Шивачев  веднага е назначен за първи български учител в село Граматиково. По това време се свързва с поп Георги Стоянов Джелебов и му помага в апостолската просветителска дейност из българските села в Малкотърновската околия. От този период следи живо развитието на борбата за независима българска църква и поддържа връзка с деятели от Цариград, Одрин и Лозенград. До Освобождението той отдава силите си на това дело като един от най-ревностните деятели на българското просвещение и борбата за утвърждаване на независимата българска църква в Малкотърновско, Лозенградско и Бургаско. 
През декември 1872 година Стоян Шивачев е назначен за учител в българското училище в Бургас, но скоро след това поради заболяване и се завръща в Малко Търново, където продължава  да учителства. През април 1875 година Стоян Шивачев отново е назначен като учител в българското училище в Бургас и за няколко години го преобразява. 
Борбата за независима българска църква, за богослужение и образование на български език в този край е особено тежка, защото в Бургас, а и във всички крайбрежни градове на юг, доминира и като позиции, и като численост гръцкото население. То не се нуждае от отхвърляне на гръцкия език в църквата, проявява явна и брутална враждебност към нея. Затова българите се страхуват да изпращат децата си в новото българско училище, което започва своята дейност нелегално в дома на първия българския свещеник Георги Джелебов, водач на борбата в този край. Стоян Шивачев е третият учител в училището, в което заварва едва 24 ученици, но благодарение на енергична дейност този изключително отдаден и талантлив педагог, техният брой  през следващата учебната година нараства на 70, от които за първи път и 10 момичета. Шивачев въвежда редица промени в обучението: разделя за първи път в училището децата в отделения според подготовката им, въвежда всички предмети, които се преподават вече в най-добрите светски училища, както и изучаването на гръцки и турски език. Набавя учебници и от странство, някои от които той сам превежда за нуждите на българското училище в Бургас. Въвежда особена тържественост и широка разгласа на  годишните изпити на учениците, превръща ги в празнична традиция, която все повече привлича родолюбивото гражданството. 

### Изследователска дейност
Още в най-ранна възраст Стоян Шивачев проявява подчертан интерес към миналото на своя край – към преданията и легендите, към старините на бита и обреда, традиционния календар, народните песни, народния говор. Неговите изследователски интереси са много широки. Като секретар на Бургаската общинска управа Стоян Шивачев е натоварен от руския комендант на града да извърши едно продължително пътуване из Странджа и Източна Тракия, за да се запознае с нагласата на населението,  да събере сведения за обстановката по тези места, които след Берлинския конгрес от 1878 година остават отново в пределите на Османската империя. На 1 февруари 1879 година той потегля с един придружител най-напред към град Созопол. Следва крайбрежния път и впечатленията си по-късно изразява в ръкописа „Описание на черноморския бряг”, а в навечерието на Балканската война подготвя за печат и статия, озаглавена „Българската Ница”, с която предрича голямото туристическо бъдеще на южното ни черноморско крайбрежие и конкретно на град Созопол. Пътуването преминава през залива Ченгене скеле, минава край село Свети Никола. Пътят на Стоян Шивачев продължава на юг и така се поставя началото на един капитален труд, събран в ръкописа „Тракия. Географическо (топографическо), историческо, етнографическо, стопанско и пр. описание“. 

## Публицистика
На 18 септември 1872 годин Стоян Шивачев изпраща от Бургас дописка до цариградския вестник „Право”, силно критична към противобългарската дейност на Вселенската патриаршия и гръцките владици. Втората известна дописка на Стоян Шивачев в предосвобожденския печат е пак до същия вестник. Тя е изпратена от Малко Търново на 16 юни 1873 година по повод на фрапиращ случай: гръцки свещеник искал препогребение на починал младеж в сеело Цикнихор, Малкотърновско, защото погребалният ритуал е бил извършен от свещеник схизматик, тоест екзархист. Това са първите текстове на Стоян Шивачев, които се появяват в периодично издание.  

## Революционна дейност
Като учител в родния си град през учебната 1873-1874 година Стоян Шивачев става  секретар на местния революционен комитет. Поддържа връзка с Атанас Узунов, с Продан Сербезов от Чирпан, обесен от турците през 1877 година. Назначен е от митрополит Серафим Сливенски за събирането на владичината от българските села в този край, което му дава официален повод да обикаля селата. Покрай тази си дейност той се свързва със Сава Катрафилов от Елена, известно време учител в Бургас, присъединил се към Ботевата чета и загинал на Милин камък. Двамата вършат и просветителска, и агитационна дейност в Странджанския край и замислят да закупят един чифлик от сродница на Шивачев, където да основат свободна зона, „американска колония” или „Нова Америка”. 
Докато учителства в Малко Търново, Граматиково и в Бургас Стоян Шивачев се проявява и като активен участник в подготовката на българите за Старозагорското въстание през 1875 година и след това за Априлското въстание през 1876 година. Помага на Сава Катрафилов да наеме един хан край Заберново, Малкотърновско като скривалище на въстаници. След несполуката със Старозагорското въстание Стоян Шивачев помага за укриването на Георги Апостолов от Стара Загора, Никола Газибаров и Коста Кукумявков от Сливен, които пътуват за Русе. Осигурява канал за прехвърлянето с параход на преследвани дейци към Одеса и Севатопол.
По време на подготовката на Старозагорското въстание Стоян Шивачев и Сава Катрафилов замислят  да заминат на 12 септември 1875 година с параход в османската столица Цариград и там, според предварителния план, да предизвикат пожари, но поради по-ранното избухване на въстанието, акцията се отлага. След неуспеха на това дело двамата продължават да учителстват, Стоян Шивачев в Бургас, а Сава Катрафилов в село Пирне, Айтоско. Сътрудничеството им продължава и при подготовката на Априлското въстание 1876 година. По свидетелство на Шивачев последната им среща в Бургас става през пролетта на 1876 година: „Щом съмна пролетта на 1876 г. Катрафилов заряза с. Пирне, дойде в град Бургас, прости се с мене, настани децата си у едного приятел и тръгна за Сливен, отгдето  ведно с П. Черковски щяха да образуват чета.“
По време на Априлското въстание 1876 година в Бургас поп е арестуван и затворен Георги Джелебов, обвинен като съучастник в комитета. Стоян Шивачев често го посещава в затвора, за да го уведомява за събитията, но получава предупреждение от властите, че ако продължава, ще последва участта му. Тогава той търси застъпничеството на английския консул в Бургас Чарлс Брофи, на италианския Августин и други, които заставят сливенския мютесарифин да отиде в Бургас и да освободи свещеника от затвора.
Обстановката в Бургас става тежка за всички българи, особено за по-първите и заподозрените в бунтовнически нагласи и действия, в началото на Руско-турската война (1877 – 1878). Заподозрян от османските власти, Стоян Шивачев бива подложен на преследване още след Старозагорското въстание, обвинен, че поддържа връзки с въстаници, получава забранена литература и заговорничи срещу правителство. Известно време се укрива, но по-късно се завръща в Бургас и заработва още по-усърдно.

## След Освобождението
На 25 януари (6 февруари , н. с.) 1878 година в Бургас пристигат полковник Александър М. Лермонтов с 50-60 кавалеристи. Посрещат ги в края на града с хляб и сол и ги отвеждат в черквата. Младият учител Стоян Шивачев произнася приветствено слово на руски език.
Назначен е за секретар на градската общинска управа, а след това за секретар на Углавния съд. В продължение на четири години е мирови съдия в Бургас, Източна Румелия, после адвокат и управител на митницата в Созопол. Въпреки свързаните с много трудности след Освобождението административни ангажименти, Стоян Шивачев продължава да работи за укрепването на образователното дело в Бургас като активен член на училищното настоятелство, да работи за укрепването на българщината и в Созопол.  
Като секретар на градската община Стоян Шивачев се заема най-напред с възстановяването на нормалния живот в града след опустошителното оттегляне на турската войска. Организира разкриване на обществени кухни за бедните граждани и лазарет за болните войници. Заема се сърцато и със създаването на първата българска администрация на Бургас, със сигурността и благоустрояването на града, поправянето на градските улици и ремонта на повредените скели в пристанището на града. Организира през юли 1880 г. и първите общински избори в Бургас, също и първата сесия на избрания Общински съвет през месец август същата година.
Известно време съчетава длъжността си с тази на управител на митницата и мирови съдия в град Созопол, а по-късно е адвокат в Нова Загора, Стара Загора и Карабунар. На това поприще го заварва Съединението. Преживяното по това време разказва в подготвян за издаване мемоар със заглавие  „Съединението 1885“. Описва и събитията в Пловдив на 8, 9, 10 и 11 септември 1885 година – посрещането на княз Александър I, организирането на опълчението и решението си да постъпи доброволец в защита на Съединението.  
Продължава изследователската си дейност. Събира теренните материали според изискването на тогавашната научна методика и след консултации с видни български учени – ползва въпросник, изготвен от Константин Иречек. По издирванията на словесното богатство на народните говори се консултира с проф. Иван Шишманов, Димитър Матов и други български учени. В края на 90-те години на XIX век Стоян Шивачев е добил вече опит и има събран достатъчен материал, за да замисля издаването на списание „Отечествознание”, за което търси усилено спомоществователи. 
През 90-те години на XIX век Стоян Шивачев се жени за Катина Христова, която по майчина линия произхожда от преселници от Тракия, а по баща от българското странджанско село Калово. Семейството се установява в Созопол. В рамките на престоя си тук, 1894 – 1897, Шивачев отново е в центъра на значими обществени събития и патриотични инициативи. От записките му узнаваме, че на 1 февруари 1897 година в крайморското градче пристигнал княз Фердинанд заедно с княгиня Мария Луиза. Князът бил впечатлен от Созопол и от остров Свети Иван. Стоян Шивачев му пише писмо на 28 март 1897 година във връзка с обещанието си да му предостави сведения за миналото на Созопол и неговите старини. При пребиваването си тук работи усилено за приобщаването на местните гърци към български език и традиции. Става инициатор и пръв председател на Ученолюбиво дружество „Отец Паисий” – предвестник на бъдещото образцово читалище „Отец Паисий” в Созопол. В текста, написан от Шивачев във връзка с първото честване на празника на Светите братя в Созопол, той посочва ясно целта на дружеството: българите в Созопол имат нужда „от примери на родолюбие, от примери на национална доблест“,такъв пример е дружеството, „което да ратува за умствено, нравствено и национално  развитие“. Голяма заслуга има Стоян Шивачев за утвърждаването на българския дух и култура не само в Созопол, а и по други места по южното ни Черноморие като Василико, Ахтопол, и Каланджа – той инициира и осъществява честването на 11 май като ден на българските и славянски просветители Св. св. Кирил и Методий.  
През 1897 година отново се установява в град Бургас, където успоредно със служебните и обществените си задължения продължава своята изследователска работа по няколко десетки теми, по които работи. В навечерието на Балканската война завършва ръкописа си „Историята на град Бургас“. 
Когато на 13 март 1913 година е превзета Одринска крепост и неин губернатор става генерал Георги Вазов,  българското правителство назначава и изпраща там за дипломатически представител (шарже д’ афер) Стоян Шивачев. Наред с неговия авторитет в средите на държавническите мъже и като добър юрист с добро владеене на френски, руски, гръцки и турски, голямо предимство е това, че по онова време той е бил най-добре запознат с етнодемографската  обстановка в Одринска Тракия. Тази длъжност той изпълнява до драматичните поврати, които започват след 16 юни 1913 година с избухването на Междусъюзническата война. България губи Източна Тракия и Южна Добруджа. Най-злочеста е съдбата на тракийските българи, които са прогонени с „огън и меч” от турските войски и башибозука в нарушение на Лондонския мирен договор. Семейството на Стоян Шивачев се укрива няколко денонощия, за да избегне смъртта, а после е изведено нелегално до българска територия. Стоян Шивачев описва цялата тази трагедия „Тридневното ми пребиваване в Одрин след завземането му от турските войски 1913 г.“

## Смърт
Завърнал се в Бургас, Стоян Шивачев остава тук твърде кратко време. Верен на дълга си, отива да работи като адвокат в Беломорието, част от което и след Междусъюзническата война остава присъединено към България. Установява се в Дедеагач. След едно пътуване до Бургас, за да се види със семейството си, към края на юли 1914 година Стоян Шивачев тръгва отново за Дедеагач и изчезва безследно. Близките и приятелите му не успяват да открият следите му. Съпругата му Катина Шивачев след многократни опити чрез полицията и другите държавни служби да узнае съдбата на съпруга си, се обръща лично и към цар Фердинанд с писмо, изпратено от Бургас на 5 ноември 1914 година, в което моли монарха за съдействие. Отговор не се получава. 
За сполетялата Стоян Шивачев злощастна съдба споменава бившият съдия Иван Н. Попов в своята книга „Из миналото на Одрин“, издадена през 1919 година: „Мнозина граждани от Стара България – заявява авторът – дошли в Одрин да дирят поминък, заплатиха с живота си, като ги набутаха в затворите… Бившият банков чиновник от София Ангел Д. Ковачев, който не можа да избяга, няколко дена наред са го разкарвали да мете най-многолюдните одрински улици и най-после подкарват го към българската граница, но по пътя съсекли го на парчета. Същата участ постигна и бургаский адвокатин Стоян Шивачев, когото заклаха нататък негде. А онова, що ставало в провинцията, то напомня някогашните кланета в Перущица и Батак.“ 

## Публикации
- Шивачев, С. Дописка. Бургас. – В. „Право”, Цариград, VII,  бр. 30, 2 октомври 1872 г.
- Шивачев, С. Дописка. Малко Търново. – В. „Право”, VIII, бр. 16,  прит. 2 юли 1873.
- Шивачев, С. Мнимите гърци по бреговете на Черно море. – В. „Марица”, Пловдив, II, бр. 115, 7 септември 1879.
- Шивачев, С. Български народни умотворения. Арапин и Марко войвода (По малкотърновския говор). Записал Ст. Шивачов – „Периодическо списание”,  (г. IV), кн. 15, Средец, кн.1885, с. 436-437.
- Шивачев, С. Гатанки. Поговорки. Думи (по говор в Малко Търново). Записал С. Шивачов. – „Периодическо списание”,  (г. IV), кн. 15, Средец, кн.1885, с. 446 – 447.
- Шивачев, С. Народни обичаи. От Малкотърновско (Одрински вилает). Записал Ст. Шивачев. С. „Сборник за народни умотворения” (СбНУ), кн. IV, 1891, с. 273-275;
- Шивачев, С. Песни из личния живот. – „Сборник за народни умотворение”, кн.  VI, 1893, с. 23-27.
- Шивачев, С. Ключ на програмата за изпитване на кандидатите за адвокати в Източна Румелия – В: „Преводна съдебна библиотека”,1883.
- Шивачев, С. По географията на България – В. „Глас от Изток”. Вестник за политика и книжовност, г. I, бр. 9, 6 декември 1893 г., с. 7-8.
- Шивачев, С. Покана за спомоществование. Бургас, 1895.
- Шивачев, С. Нестинаре. – „Илюстрация  Светлина”, год. VIII, 1898, кн. 12, с. 12-14, г. IX, 1899, кн. 1, с. 3-4.
- Шивачев, С. Черно море – В. „Нова епоха”, Бургас, год. бр. 3, 10 декември 1903 г.;  бр. 5, 24 януари 1904; бр. 6, 31 януари; бр. 7, 7 февруари 1904, бр. 8, 14 февруари 1904, бр. 10, 28 февруари, бр. 17, 24 април 1904, бр. 20, 15 май 1904.
- Шивачев, С. Един забравен родолюбец. Поп Георги Стоянов, Бургас, 1911.  17 с.

## Архивно наследство
Стоян Шивачев е един неуморим възрожденски деятел, общественик и книжовник. Той събира и изследва старини, народни предания, език и събития, създава текстове в областта на историята, археологията, фолклора, етнографията, правото и педагогиката. Освен това превежда учебници и учебни помагала, пише публицистика, стихове, повести и драми. Стоян Шивачев оставя респектиращо текстово наследство, но поради невъзможността да обнародва свои трудове в изключително трудни за държавата времена, огромната част от създаденото от перото му остава в ръкопис. Авторът полага непрекъснати усилия да намери начини да финансира издаването на текстовете си. Дори обнародва „Обявлението за разпродажба на ръкописи на Стоян Шивачев“. То съдържа списък с налични за продан съчинения, преводи и монографии, разделени в 7 групи – енциклопедични сборници, речник, ръкописа „Тракия“, преводи, географски, исторически, археологически и биографични текстове. Този списък е показателен за изключителното архивно наследства на Шивачев – включва 128 заглавия.
Особено място сред създаденото от Стоян Шивачев имат два уникални проекта – „Тракия“ и „Речник на българския език“. 

### Ръкописът „Тракия – от Балкана и Родопите до Бяло и Черно море“
Ръкописът е изключително богат. Съдържанието му описва сам авторът в едно писмо от 1885 до „Периодическо списание“, предлагайки да бъдат публикувани отделни статии според преценка на редакцията – 25 статии с топографски, етнографски, исторически и фолклорни сведения. 
Места в Сборника („Тракия”):
1. „Описание на Малко Търново и казата му“;
2. „Описание на  крепостта Урдовиза край Черно море”;
3. „Описание на Еркесията от Бургас до Марица”;
4. „Описание на „Градището” при Малко Търново”;
5. „Описание на Пирог при Малко Търново”;
6. „Описание на Пирок при Лозенград”;
7. „Описание на „Оджакът” (топилницата) и вигните около град Малък Самоков”;
8. „Описание на гората Странджа и Караман баир”;
9. „Описание на Латинските гробища, манастира и стара черква в с. Дупница при Малко Търново”;
10. „Описание на реката Ергене”;
11. „Описание на Анастасовата стена при Силиврия”;
12. „Описание на гората Папия край Черно море”;
13. „Описание на Текето около Нова Загора”;
14. „Описание на Тунджанското теке, северно от Нова Загора – източната част на Розовата долина”;
15. „Описание на старопланинския връх Рупча”;
16. „Черти от живота на Димитър Калъчлията – прочут български хайдутин около Цариград и в Добруджа”;
17. „Черти от живота на С. Киров (Поп Сава Катрафилов) – български бунтовник и патриот”;
18. „По нещо от живота на: Вълчан войвода, Коста Чантаджията (българин), Бербенил,  Канлъ Лефтер – отлични юначни странджански хайдути, всички, освен Канлъ Лефтер, българи”;
19. „Съновидението на Никифоровия войник Николай, видяно срещу гибелната битка на Никифора с Kрума  – важен паметник на българската история, от гръцки писател“;
20. „Топо-етно-оро- и др. -графическо описание на областта Хасекия”;
21. „Нестинарето – един вид огнени играчи край Черно море и техните любопитни вярвания в могъществото и силата на св. Цар Константин”;
22. „Опашатите икони нестинарски и борбата между стария и младия св. Константин – този на с. Кости с оногози на с. Вулгари (българско) и вярванията за тях”;
23. „Устрелето и чудните истории и вярвания за тях”;
24. „Исторически и топографически бележки за Тракия въобще”;
25. „Вярно описване на Черноморското крайбрежие от Цариград до Бургас и Варна и това на пристанищата Еняда, Св. Павел, Мидия, Св. Стефан, Агатопол, Василикос, Атлиман,  Караач, Созопол и проч. На целия Бургаски залив”.
В писмо до министъра на вътрешните работи през април 1885г. Шивачев моли да му бъде отпусната известна сума, с която да продължи изследователската си дейност в Странджа и Черноморието. Предлага за публикуване ръкописа си на „Периодическо списание“ и получава отговор от редактора Тодор Пеев, че  трудът му за Източна Тракия ще представя интерес. По-късно в същото списание са публикувани страници от ръкописа Около тези събития Стоян Шивачев се запознава с проф. Иван Шишманов, с когото поддържа творчески контакти. Изследването му за Тракия не престава да го вълнува и на 5 май 1886 г. Стоян Шивачев изготвя подробно съдържание за три книги и списък с 249 теми.
На 4 януари 1895г. Шивачев пише до руски научни и благотворителни общества, предлагайки събраните си материали за Тракия. Той има идея за подготовка на енциклопедия на Тракия с работно заглавие „Материали за енциклопедически сборник, описание на Тракия”. Няколко години по-късно на 22 май 1897 г. Стоян Шивачев пише писмо до Военно-географския институт във Виена, предлагайки издаване на събраните си материали за Тракия. Две години по-късно уведомява проф. Иван Шишманов, че е съгласен с отпечатването на част от ръкописа –  „Нестинарството“ (Огнеигрането).
Стоян Шивачев държи трудът му да бъде изцяло обнародван, но среща трудности с издателите. На 16 март 1911 г. отново предлага свои трудове на БАН, изразявайки огорчение от предишните неуспешни опити да бъдат приети в този „храм на мисълта“. 
Ръкописът „Тракия“, в единствения си известен екземпляр, се съхранява в Регионална библиотека „П. К. Яворов” Бургас. Той е известен и търсен от изследователите в предходните десетилетия. 150 години след създаването си ръкописът е издаден със съкращения – „Неиздадени страници. Из ръкописа „Тракия. Географическо (топографическо), историческо, етнографическо, стопанско и пр. описание“, 2023. Изданието е инициирано и осъществено от Регионална библиотека „Пейо Яворов“, Бургас.  

### Ръкописът „Пълен речник на българския език“
Стоян Шивачев създава „Пълен речник на българския език“ с около 70 000 думи и изрази, но въпреки усилията му, той остава неиздаден. Днес следите му се губят. 
Когато подготвя първия вариант на своя речник и среща първото си разочарование, Стоян Шивачев може би още не осъзнава напълно колко трудоемко е това дело. Но е убеден, че обединяването на всички живи български говори в общонационален език е мисия, за която си струва да се бориш безрезервно.
В писмо до редакцията на „Периодическо списание“ през 1885 година Стоян Шивачев съобщава за дългогодишната си изследователска работа в Тракия и че е събрал там много „чисто български думи, гатанки, пословици, поговорки, наричания и др.“, които предлага за печат. През 1889 година Шивачев отново установява контакт с проф. Шишманов, който съвместно с Димитър Матов ръководи изследването му по лексикология и диалектология, продължило повече от три десетилетия.
На 5 май 1894 година Димитър Матов връща на Стоян Шивачев част от речника с висока оценка за труда му: „С такава любов и постоянство като вас  малцина се занимават с народната словесност и език.“ На 14 декември 1896 година Шивачев уведомява академията, че е подбрал 500 редки думи и ще ги изпрати през януари. Изпраща 62 страници от речника си на 28 май 1897 година, а на 10 януари 1898 година пише до министъра на народното просвещение. На 15 март 1898 година пак напомня за речника на Иван Вазов и моли за отговор. На 12 януари 1900 година отново представя тридесетгодишния си труд на академичното ръководство, което му отговаря на 21 март, че Българското книжовно дружество не може да отпусне помощ поради финансови затруднения.
Стоян Шивачев работи над този речник повече от 30 години. През 1903 година търси съмишленици за отпечатването му. През 1906 и 1908 година пише до проф. Иван Шишманов, но не получава отговор. Две години по-късно, на 4 октомври изпраща молба за съдействие до проф. Александър Балан, като посочва, че речникът съдържа около 72 000 думи на 400 ръкописни листа.